# Piotr Parzyszek
Piotr Parzyszek (Toruń, 8 september 1993) is een Pools-Nederlands voetballer die als spits speelt.

## Clubcarriere

### De Graafschap
Parzyszek speelde in de jeugd bij VV Eldenia, in de Vitesse Voetbal Academie en bij ESA Rijkerswoerd voor hij in 2007 bij De Graafschap kwam. In het seizoen 2012/13 kwam hij bij de selectie van het eerste elftal en was hij topscorer in de voorbereiding. Hij maakte in twee seizoen 26 doelpunten en vertrok naar het buitenland.

### Charlton Athletic
Na een periode bij Charlton Athletic werd Parzyszek verhuurd aan Sint-Truidense VV, op dat moment actief in de Belgische Tweede klasse. Bij zijn debuut voor Sint-Truiden op 2 augustus 2014 scoorde hij twee keer tegen Excelsior Virton. Parzyszek werd eind april kampioen met Sint-Truiden. Hij maakte zelf de gelijkmaker in de kampioenswedstrijd tegen Lommel United, die met 2-1 werd gewonnen. Charlton verhuurde Parzyszek gedurende het seizoen 2015/16 opnieuw, ditmaal aan Randers. In januari 2016 keerde hij vervroegd terug, waarna zijn contract bij Charlton per 1 februari ontbonden werd. Parzyszek speelde één wedstrijd voor Charlton.

### Terug naar De Graafschap
Op 11 februari werd bekend dat Parzyszek terugkeerde bij De Graafschap. De aanvaller tekende een contract tot het einde van het seizoen met een optie voor nog een jaar. Die lichtte de club in mei 2016. Parzyszek beleefde in het seizoen 2016/17 het productiefste jaar in zijn carrière met 25 doelpunten in 38 wedstrijden.

### PEC Zwolle
Parzyszek tekende in juni 2017 een contract tot medio 2020 bij PEC Zwolle. Dat lijfde hem transfervrij in..

### Piast Gliwice
Na een jaar vertrok hij richting zijn geboorteland Polen, om te gaan voetballen voor Piast Gliwice. Hij ondertekende een contract voor drie seizoenen Met de club werd hij in het seizoen 2018/19 landskampioen.

### Frosinone Calcio
Eind september 2020 ging Parzyszek naar het Italiaanse Frosinone Calcio dat uitkomt in de Serie B. In het seizoen 2021/22 speelt hij op huurbasis voor Pogoń Szczecin.

## Carrièrestatistieken
| Seizoen     | Club                | Competitie     | Competitie | Competitie | Competitie | Beker | Beker | Beker | Internationaal | Internationaal | Internationaal | Totaal | Totaal | Totaal |
| Seizoen     | Club                | Competitie     | Wed.       | Dlp.       | Ass.       | Wed.  | Dlp.  | Ass.  | Wed.           | Dlp.           | Ass.           | Wed.   | Dlp.   | Ass.   |
| ----------- | ------------------- | -------------- | ---------- | ---------- | ---------- | ----- | ----- | ----- | -------------- | -------------- | -------------- | ------ | ------ | ------ |
| 2012/13     | De Graafschap       | Eerste divisie | 32         | 13         | 5          | 0     | 0     | 0     | —              | —              | —              | 32     | 13     | 5      |
| 2013/14     | De Graafschap       | Eerste divisie | 20         | 16         | 3          | 1     | 0     | 0     | —              | —              | —              | 21     | 16     | 3      |
| Club Totaal | Club Totaal         | Club Totaal    | 52         | 29         | 8          | 1     | 0     | 0     | 0              | 0              | 0              | 53     | 29     | 8      |
| 2013/14     | Charlton Athletic   | Championship   | 1          | 0          | 0          | 0     | 0     | 0     | —              | —              | —              | 1      | 0      | 0      |
| Club Totaal | Club Totaal         | Club Totaal    | 1          | 0          | 0          | 0     | 0     | 0     | 0              | 0              | 0              | 1      | 0      | 0      |
| 2014/15     | → Sint-Truidense VV | Tweede klasse  | 31         | 12         | 0          | 1     | 0     | 0     | —              | —              | —              | 32     | 12     | 0      |
| Club Totaal | Club Totaal         | Club Totaal    | 31         | 12         | 0          | 1     | 0     | 0     | 0              | 0              | 0              | 32     | 12     | 0      |
| 2015/16     | → Randers           | Superligaen    | 8          | 1          | 0          | 2     | 2     | 0     | —              | —              | —              | 10     | 3      | 0      |
| Club Totaal | Club Totaal         | Club Totaal    | 8          | 1          | 0          | 2     | 2     | 0     | 0              | 0              | 0              | 10     | 3      | 0      |
| 2015/16     | De Graafschap       | Eredivisie     | 12         | 3          | 0          | 0     | 0     | 0     | —              | —              | —              | 12     | 3      | 0      |
| 2016/17     | De Graafschap       | Eerste divisie | 38         | 25         | 5          | 1     | 0     | 1     | —              | —              | —              | 39     | 25     | 6      |
| Club Totaal | Club Totaal         | Club Totaal    | 102        | 57         | 13         | 2     | 0     | 1     | 0              | 0              | 0              | 104    | 57     | 14     |
| 2017/18     | PEC Zwolle          | Eredivisie     | 23         | 5          | 3          | 2     | 1     | 0     | —              | —              | —              | 25     | 6      | 3      |
| Club Totaal | Club Totaal         | Club Totaal    | 23         | 5          | 3          | 2     | 1     | 0     | 0              | 0              | 0              | 25     | 6      | 3      |
| 2018/19     | Piast Gliwice       | Ekstraklasa    | 33         | 9          | 4          | 1     | 0     | 0     | —              | —              | —              | 34     | 9      | 4      |
| 2019/20     | Piast Gliwice       | Ekstraklasa    | 37         | 12         | 3          | 2     | 0     | 0     | 4              | 1              | 0              | 43     | 13     | 3      |
| 2020/21     | Piast Gliwice       | Ekstraklasa    | 4          | 0          | 0          | 1     | 1     | 0     | 3              | 0              | 0              | 8      | 1      | 0      |
| Club Totaal | Club Totaal         | Club Totaal    | 74         | 21         | 7          | 4     | 1     | 0     | 7              | 1              | 0              | 85     | 23     | 7      |
| 2020/21     | Frosinone Calcio    | Serie B        | 28         | 5          | 2          | 0     | 0     | 0     | —              | —              | —              | 28     | 5      | 2      |
| Club Totaal | Club Totaal         | Club Totaal    | 28         | 5          | 2          | 0     | 0     | 0     | 0              | 0              | 0              | 28     | 5      | 2      |
| 2021/22     | → Pogon Szczecin    | Ekstraklasa    | 27         | 1          | 1          | 1     | 0     | 0     | 2              | 0              | 0              | 30     | 1      | 1      |
| Club Totaal | Club Totaal         | Club Totaal    | 27         | 1          | 1          | 1     | 0     | 0     | 2              | 0              | 0              | 30     | 1      | 1      |
| 2022/23     | CD Leganés          | La Liga 2      | 9          | 0          | 0          | 1     | 0     | 0     | —              | —              | —              | 10     | 0      | 0      |
| Club Totaal | Club Totaal         | Club Totaal    | 9          | 0          | 0          | 1     | 0     | 0     | 0              | 0              | 0              | 10     | 0      | 0      |
| 2023/24     | FC Emmen            | Eerste divisie | 39         | 10         | 4          | 1     | 0     | 0     | —              | —              | —              | 40     | 10     | 4      |
| Club Totaal | Club Totaal         | Club Totaal    | 39         | 10         | 4          | 1     | 0     | 0     | 0              | 0              | 0              | 40     | 10     | 4      |
| 2024/25     | RWDM                | Tweede klasse  | 16         | 9          | 3          | 2     | 0     | 0     | —              | —              | —              | 18     | 9      | 3      |
| Club Totaal | Club Totaal         | Club Totaal    | 16         | 9          | 3          | 2     | 0     | 0     | 0              | 0              | 0              | 18     | 9      | 3      |
| Totaal      | Totaal              | Totaal         | 358        | 121        | 33         | 16    | 4     | 1     | 9              | 1              | 0              | 383    | 126    | 34     |

## Erelijst
- Ekstraklasa: 2018/19
- Tweede klasse: 2014/15